# Jean Prat (rugby à XV)
Pour les articles homonymes, voir Jean Prat et Prat.

a Compétitions nationales et continentales officielles uniquement.

b Matchs officiels uniquement.
Jean Prat, né le 1er août 1923 à Lourdes (Hautes-Pyrénées) et mort le 25 février 2005 à Tarbes, est un joueur de rugby à XV international français, devenu ensuite entraîneur. Il évolue durant sa carrière de joueur, de 1944 à 1959, au poste de troisième ligne aile, où il est régulièrement buteur.
Entre 1945 et 1955, il compte cinquante-et-une sélections en équipe de France, au cours desquelles il marque 144 points. Il est un des acteurs de la victoire française lors de deux Tournois des Cinq Nations (1954 et 1955), ce sont les premières victoires françaises de son histoire. Il est capitaine de l'équipe de France à seize reprises de 1953 à 1955.
Il est fidèle au Football club lourdais de 1944 à 1959. Il est champion de France en 1947-1948, 1951-1952, 1952-1953, 1955-1956, 1956-1957 et 1957-1958. Il est finaliste en 1944-1945, 1945-1946 et 1954-1955.
Il met fin à sa carrière de joueur en 1959 pour devenir entraîneur du club de Lourdes, puis le premier entraîneur officiel de l'équipe de France de 1963 à 1967.

## Biographie

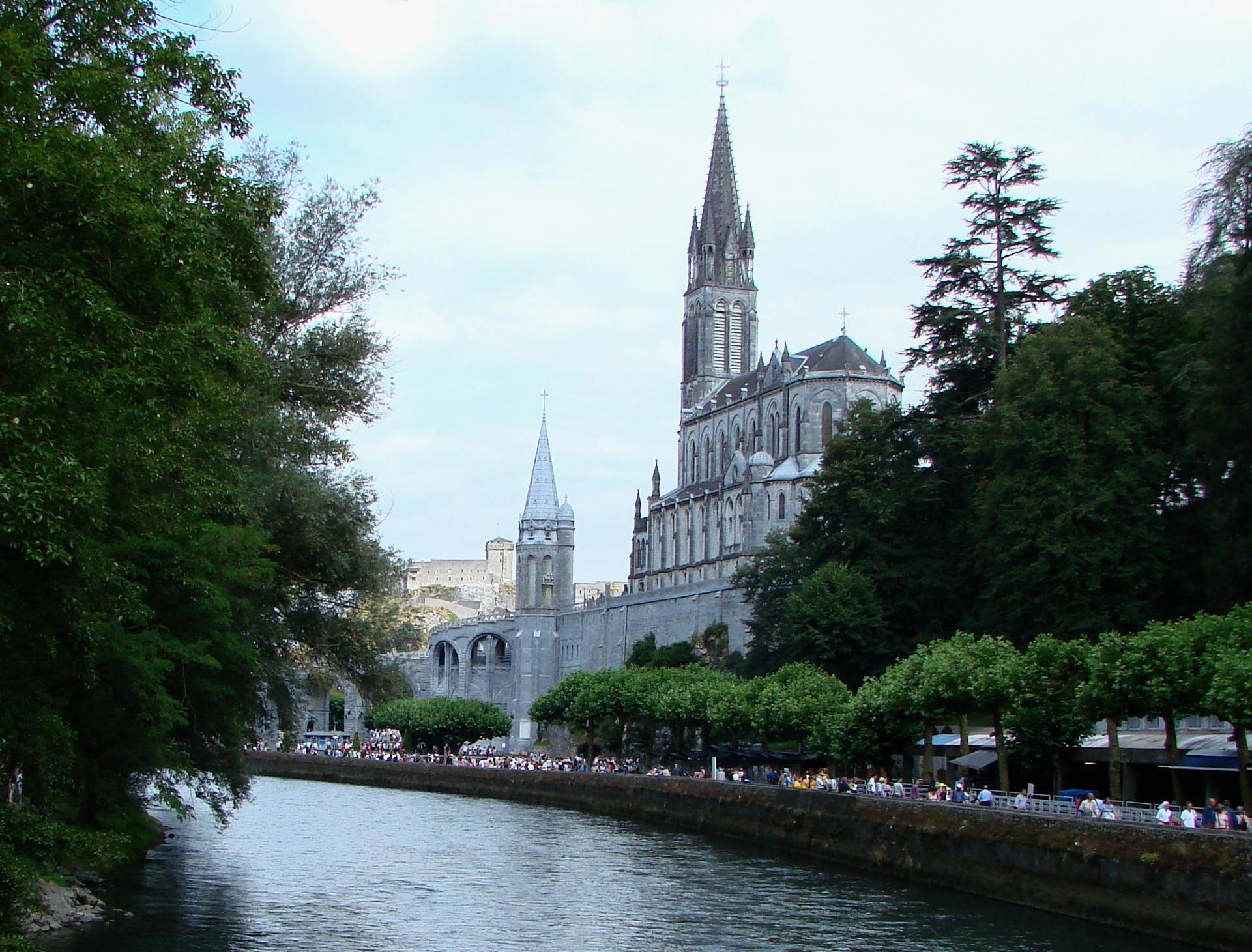
La ville de Lourdes est étroitement associée à la carrière et à la vie de Jean Prat. Le FC Lourdes connaît son âge d'or pendant sa carrière de joueur et de dirigeant.

Jean Prat s'éveille tôt au rugby à Lourdes dès 1939 avec son club, le FC Lourdes (il rencontre alors Soustons avec l'équipe première ; il en deviendra le titulaire indiscutable à 19 ans, et le capitaine dès 1947), au sein duquel il remporte le titre de champion de France à six reprises, en 1948, 1952, 1953, 1956, 1957 et 1958 (et finaliste en 1945, 1946 et 1955, demi-finaliste 1954), la Coupe de France en 1950 et 1951 (et finaliste en 1948), et le Challenge Yves du Manoir en 1953, 1954 et 1956 (et demi-finaliste en 1955 et 1958). Il est le capitaine indiscutable de la formation lourdaise, où évolue également son frère Maurice Prat. Le statut de capitaine rassemble à cette époque les prérogatives du capitaine actuel mais aussi celles de l'entraîneur moderne. C'est Jean Prat qui fut ainsi l'une des pierres d'angle du système de jeu lourdais réputé pour son attaque[réf. nécessaire].

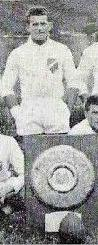
Prat champion de France 1948.

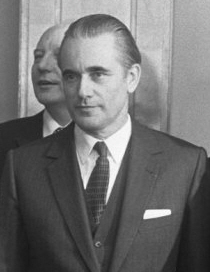
Jacques Chaban-Delmas, ici en 1969, joue avec Jean Prat en équipe nationale le 28 avril 1945.

Jean Prat fut fait prisonnier de guerre en Allemagne en 1941. Il rejoint ensuite rapidement (le 1er janvier 1945, contre l'équipe de l'armée britannique - victoire française 21 à 9; la dernière rencontre officielle face à une équipe unifiée de la couronne remontant à 1940, après des années de brouille) le XV de France (348e international français). Avec Moga, Soro et Dauger, entre les 1ers janvier 1945 et 1946, il est titularisé pour les quatre premiers matches de l'équipe nationale d'après-guerre: contre l'Army Rugby Union, puis l'Empire Britannique, puis le pays de Galles, et enfin contre le British Empire Services (de nouveau victoire française au Parc des Princes, par 10 à 0 cette fois). Le premier match se dispute donc au Parc des Princes devant le général Marie-Pierre Kœnig alors gouverneur militaire de Paris et le tout fraîchement également promu général Jacques Chaban-Delmas. Licencié au CASG Paris, ce dernier est sélectionné (l'unique fois) pour le voyage à Richmond du 28 avril, contre l'Empire Britannique (défaite 27 à 6).
Prat participe à sa première tournée internationale en Argentine en 1949. Il devient ensuite capitaine du XV tricolore de 1953 à 1955 : il prend ainsi part au renouveau du rugby français après la guerre, en signant quelques performances de premier plan, comme battre pour la première fois les Anglais à Twickenham (1951). Il participe aussi à la victoire contre les All Blacks à Colombes (1954) en marquant l'unique essai à trois points,. En 1951, grippé, il ne participe pas au seul match perdu par l'équipe de France durant ce tournoi (face à l'Irlande - de 1947 (dès le premier match de reprise du tournoi) à 1955, ce fut son seul match de tournoi non honoré). En 1952, il devient le recordman de sélections de l'équipe de France, 20 ans après Aimé Cassayet à 34 capes.
Prat affichera au total 51 sélections (record français jusqu'en 1964, et un temps aussi recordman mondial : 30 victoires, un nul, 20 défaites) pour seize capitanats (inscrivant 145 points, sur dix années, dont 26 transformations, 17 buts, 9 essais et 5 drop-goals. Ceci est alors un record mondial et qui le reste, pour un avant, jusqu'en 2000, où il dépassé par l'Australien John Eales. Il fut le premier en France à remporter le Tournoi des cinq Nations à deux reprises, en 1954 (avec Galles et Angleterre) et en 1955 (avec Galles), finissant second en 1948, 1949 et 1951. Il fut aussi le meilleur réalisateur de la compétition en 1951 et 1952. Ses coéquipiers principaux en troisième ligne étaient Guy Basquet et Jean Matheu-Cambas, mais il y côtoya également ses amis de club Roger Martine (arrière) et Henri Domec. Il quitta la scène internationale quinze jours après le dernier match du tournoi 1955, alors qu'il se disputait un Grand Chelem à Colombes devant René Coty, le 10 avril suivant face aux Italiens. La même année 1955, il remporta également les Jeux méditerranéens de Barcelone.
Il arrête définitivement la compétition à la fin de la saison 1958 - 1959, après la demi-finale de championnat perdue contre le Racing club de France. Son frère Maurice Prat arrête également, alors que Jean Barthe et Pierre Lacaze partent pour le XIII. François Labazuy migre à Tarbes, et Rancoule à Toulon. L'effectif du club est chamboulé, à l'aube de son avant-dernière finale victorieuse, en 1960. Prat, par ailleurs excellent skieur et cycliste (Pyrénées obligent) ainsi que redoutable coureur de fond, se consacre alors totalement à son café lourdais, le Winger, tout en restant directeur technique du FC Lourdes, poste auquel lui succède son frère en 1963.

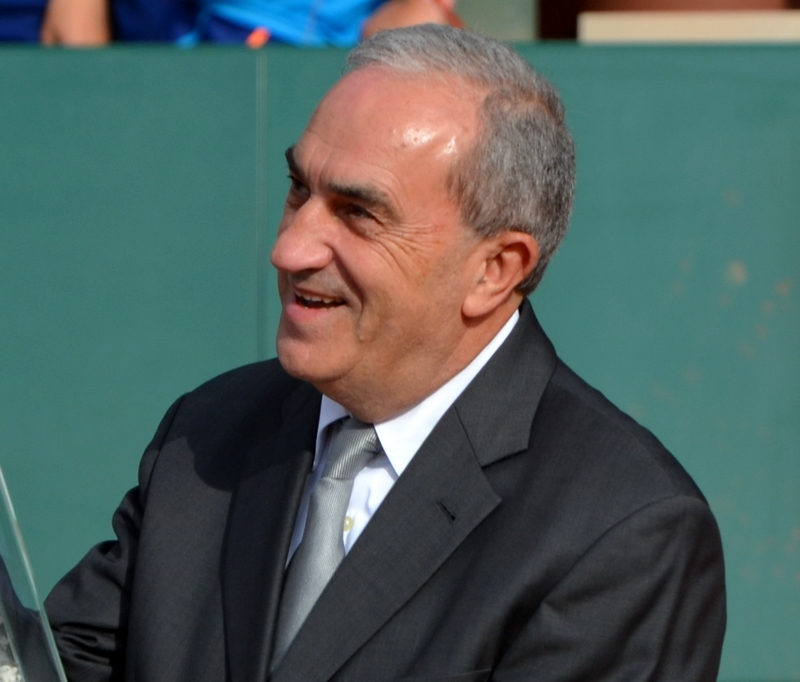
Jean Gachassin est recruté par Jean Prat en 1960 pour jouer à Lourdes. Il est ensuite en équipe nationale de 1963 à 1967 sous sa direction.

Il devint ensuite le sélectionneur-homme de terrain de l'équipe de France de 1963 à 1967, avec à son actif une victoire à l'extérieur contre l'Afrique du Sud en 1964 à Springs, et la victoire dans le tournoi des cinq nations 1967, l'équipe obtenant au passage le Prix Emmanuel Rodocanacchi de l'Académie des sports comme Meilleure équipe sportive française pour l'année écoulée.
Il reste fidèle au FC Lourdes durant tout son périple rugbystique, et meurt le 25 février 2005 à 81 ans à Tarbes, des suites d'une longue maladie, alors que 45 jours avant sa mort il préface encore l'ouvrage 100 ans de rugby en bleu de Richard Escot, d'une lettre-"testament" (dixit Escot) intitulée Avec l'équipe de France, on vibre toujours, datée du 7 janvier 2005 en page 4 de l'ouvrage, lui-même paru fin février (éds. Eurosport/Solar).

## Palmarès

### Joueur

#### En club
- Vainqueur du Championnat de France en 1948, 1952, 1953, 1956, 1957 et 1958
- Vainqueur de la Coupe de France en 1950 et 1951
- Vainqueur du Challenge Yves du Manoir en 1953, 1954 et 1956
- Finaliste du championnat de France en 1945, 1946 et 1955
- Finaliste de la coupe de France en 1948
- Demi-finaliste du championnat de France en 1954
- Demi-finaliste de la coupe de France en 1945 et 1947
- Quart de finaliste du championnat de France en 1947
- Premier match éliminatoire du championnat en 1949

#### En équipe nationale
Jean Prat a remporté deux Tournois en 1954 et 1955. Il termine deuxième d'une édition, troisième à quatre reprises et seulement deux fois au-delà de la troisième place.
Jean Prat est l'homme des premières : première victoire (3-11) au pays de Galles en 1948, premier succès (3-11 également) en Angleterre en 1951, première victoire (3-0) à Colombes, contre les All Blacks en 1954 où il marque le seul essai du match, enfin première victoire finale (partagée) dans le Tournoi cette même année.
| Édition (année) | Rang | Résultats France | Résultats Jean Prat | Matches Jean Prat |
| --------------- | ---- | ---------------- | ------------------- | ----------------- |
| 1947            | 3    | 2 v, 0 n, 2 d    | 2 v, 0 n, 2 d       | 4/4               |
| 1948            | 3    | 2 v, 0 n, 2 d    | 2 v, 0 n, 2 d       | 4/4               |
| 1949            | 3    | 2 v, 0 n, 2 d    | 2 v, 0 n, 2 d       | 4/4               |
| 1950            | 3    | 1 v, 1 n, 2 d    | 1 v, 1 n, 2 d       | 4/4               |
| 1951            | 2    | 3 v, 0 n, 1 d    | 3 v, 0 n, 0 d       | 3/4               |
| 1952            | 4    | 1 v, 0 n, 3 d    | 1 v, 0 n, 3 d       | 4/4               |
| 1953            | 4    | 1 v, 0 n, 3 d    | 1 v, 0 n, 3 d       | 4/4               |
| 1954            | 1    | 3 v, 0 n, 1 d    | 3 v, 0 n, 1 d       | 4/4               |
| 1955            | 1    | 3 v, 0 n, 1 d    | 3 v, 0 n, 1 d       | 4/4               |

Légende : v = victoire ; n = match nul ; d = défaite.
- Coupe d'Europe FIRA de rugby à XV 1952;
- Coupe d'Europe FIRA de rugby à XV 1954;
- Jeux méditerranéens de 1955 (Barcelone);

### Sélectionneur
- Vainqueur du Tournoi des Cinq Nations en 1967

## Statistiques en équipe nationale
De 1945 à 1955, Jean Prat dispute 51 matches avec l'équipe de France au cours desquels il marque 144 points, neuf essais, 27 transformations, six drops et quinze pénalités. Il participe notamment à neuf Tournois des Cinq Nations de 1947 à 1955, soit 35 rencontres ; il en manque une seule à cause d'une grippe lors d'Irlande-France en 1951 et la France perd le seul match de cette édition d'un point. Il remporte deux Tournois.
Jean Prat débute en équipe nationale à l'âge de 21 ans le 1er janvier 1945 et joue régulièrement jusqu'à la fin du mois d'avril 1955. Il devient capitaine en 1953 et il l'est à seize reprises jusqu'à la fin de sa carrière.
Il détient alors le record du plus grand nombre de capes au niveau mondial et avec l'équipe de France (51). Le record national tient jusqu'en 1964, battu par Michel Crauste,. Son total de points n'est dépassé par un autre avant qu'en 2000, par l'Australien John Eales.
- Vainqueur de la Coupe d'Europe FIRA de rugby à XV 1952
- Vainqueur de la Coupe d'Europe FIRA de rugby à XV 1954
- Vainqueur des Jeux méditerranéens en 1955

## Style
Jean Prat était un compétiteur et un meneur d'hommes né. Il allait au bout de lui-même, par exemple il faudra une fracture du péroné pour le faire quitter le champ de jeu contre le pays de Galles en 1950. Il possédait également le sens de la formule. La France mène ainsi de deux petits points face au pays de Galles en 1949 à Colombes à cinq minutes du coup de sifflet final, et Prat sent bien que les Bleus commencent à flancher. Il délivre alors l'une de ses phrases qui réveillerait des morts : « Ces Britanniques vous ont emmerdés pendant cent ans, vous pouvez bien tenir cinq minutes ». Et le XV de France remporte le match.

## Reconnaissances, impact médiatique et populaire

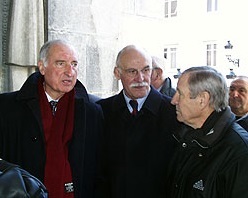
Obsèques de Jean Prat: Albaladejo, Crauste et Kopa.

Son sens du jeu, son état d'esprit et son art furent loués par ses adversaires, honneur rarissime pour un joueur français. Pour preuve, Jean Prat fut ainsi porté en triomphe par ses adversaires gallois tout à la fin de sa carrière internationale, et surnommé Mister Rugby par les journalistes britanniques.
Depuis 2005 et jusqu'en 2015, le trophée Jean Prat est désormais attribué au club Champion de France de Fédérale 1, premier des clubs à accéder chaque année en Pro D2. À partir de la saison 2015-2016, la compétition récompense le meilleur club de Fédérale 1 hors poule d'accession à la Pro D2.
- Mr Rugby ou bien encore Sir John en 1955 (officieux), après la seconde victoire à Twickenham
- Lauréat du Prix Guy Wildenstein de l'Académie des sports en 1955
- Commandeur de l'ordre du Mérite sportif‎ (6 janvier 1958)
- Chevalier de la Légion d'honneur (1959)
- Officier de la Légion d'honneur (1990)
- Nommé au International Hall of Fame du rugby en 2001[12]
- Nommé au IRB Hall of Fame en 2011

## Famille
En 1928, le père de Jean et Maurice, Joseph Prat, cède un terrain personnel au FC Lourdais Izards, sur lequel est construit l'actuel stade du club.
Son gendre est l'international lourdais Michel Hauser.